# لیدون فرنس
لیدون فرنس (به انگلیسی: Lyndon Ferns) (زادهٔ ۲۴ سپتامبر ۱۹۸۳) شناگر اهل آفریقای جنوبی است.